# Colloque singulier
L'expression « colloque singulier » désigne en médecine la principale modalité de la relation médecin-patient, qui sous-tend une large part de la pratique médicale et protège en particulier le secret médical.

## Histoire de l'expression
L'expression « colloque singulier » serait apparue sous la plume du médecin et écrivain Georges Duhamel en 1934 dans un article défendant la médecine libérale contre le risque d'une mainmise de l’État sur la profession. L'expression a été reprise après la seconde guerre mondiale par Louis Portes, président du Conseil national de l'Ordre des médecins, qui la fait figurer dans le code de déontologie médicale en 1947.

## Une relation bilatérale et protégée
Le colloque singulier est, dans son acception première, la relation bilatérale et protégée, en confiance, du médecin et de son patient. Selon une expression fréquemment prêtée à Louis Portes, il constitue "la rencontre d'une confiance et d'une conscience". Cette notion est essentielle dans la pratique hippocratique qui voit le médecin et le patient comme des alliés dans l'observation, le pronostic et éventuellement le traitement de la maladie perçue comme une crise dans la vie du patient.

## Colloque singulier et évolution de la pratique médicale
En pratique, la fondation de la pratique médicale sur ce principe est souvent compliquée, du fait de plusieurs évolutions récentes de la pratique médicale :
- d'une part la biologisation croissante de la médecine, surtout depuis le XIXe siècle, qui "objective" le corps du sujet et organise le diagnostic comme le soin autour d'actes scientifiques et souvent différés ;
- d'autre part, l'évolution de la pratique médicale vers une collégialité accrue, notamment en système hospitalier, qui conduit à tout le moins à l'instauration d'un colloque pluriel entre un patient et une équipe de soin ;
- l'émergence des droits des patients, et notamment en France, la loi Kouchner de 2002 qui permet en particulier au patient de désigner une personne de confiance pouvant l'appuyer, voire se substituer à son incapacité, pour la prise de certaines décisions le concernant ;
- enfin, le développement des technologies de l'information et de la communication appliquées à la santé, et notamment de l'appareillage à domicile, décentre la santé du système de soin au sens traditionnel et mobilise un nombre croissant de professionnels extérieurs au système de soins[2],[3]. Apparait aussi un patient mieux informé sur sa maladie grâce aux moteurs de recherche et à l'internet, éventuellement influencé par les réseaux sociaux, voire devenu patient-expert[4]

## Acception du terme en Belgique
En Belgique l'expression "colloque singulier" revêt un autre sens. En effet, "traditionnellement", les entretiens entre le Roi et ses invités revêtent un caractère personnel. Ces rencontres étant interdites au public et à la presse, les échanges qui y ont lieu ne peuvent être divulgués.